# Deutscher Akademikerinnenbund

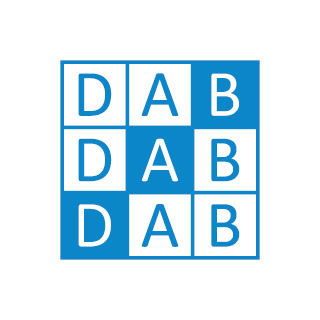
DAB-Facebook-Profilbild 320x320px-classic

Deutscher Akademikerinnenbund (DAB) är en tysk kvinnoorganisation, grundad 1926.
Det grundades som en förening för kvinnliga akademiker. Det blev 1926 Tysklands representant i International Federation of University Women. 
Under det år då DAB grundades blev DAB medlem i International Federation of University Women (IFUW) och anpassade alltid sitt samarbete med kvinnoföreningar i andra länder internationellt. Medlemmarna i DAB arbetade i internationella kommittéer inom IFUW. Under åren 1929 till 1930 togs vetenskapsmän från Indien, Argentina, England, Polen, Sverige, Österrike och Schweiz emot i Tyskland. Lise Meitner representerade DAB på en IFUW-konferens i Edinburgh. DAB stöder det internationella vetenskapliga utbytet av studenter och forskare. Med stöd av andra kvinnoföreningar och Berlins stadsbibliotek initierade DAB första vetenskapliga bibliografi om kvinnostudier. Med titeln Kvinnofrågan i Tyskland. Strömmar och motströmmar 1790–1930 den första upplagan av de historiska källorna om kvinnorörelsen och genusfrågor utkom (1934). 
I juni 1932 representerades DAB av Marie-Elisabeth Lüders i de internationella kvinnoorganisationernas nedrustningskommitté. Det året protesterade DAB, tillsammans med andra kvinnoföreningar, mot NSDAP:s anti-kvinnopolitik. Framställningar mot avskedandet av tjänstemän och kampanjen med dubbla inkomster lämnades in till rikets regering och riksdag, och slutligen den 23 februari 1933 protesterades mot Gertrud Bäumers avsked från rikets inrikesministerium. Nationalsocialisterna tillägnade sig kvinnornas ställning för deras ideologiska syften i både det offentliga och privata livet. I mars 1933 deltog DAB i den utställning som initierades under inflytande av nationalsocialisterna i Berlin. Nationalsocialismens period hämmade allvarligt den federala regeringens arbete. 1933 antogs en lag som begränsade andelen kvinnliga studenter till tio procent. DAB:s styrelse ställdes i ordning och nyvaldes. Marie-Elisabeth Lüders och Agnes von Zahn-Harnack avgick från sin stol. Den 30 maj 1933 entledigades den nya ordföranden Johanna Willich från sitt ämbete av Reichs kvinnoledare, Gertrud Scholtz-Klink. Den 6 oktober 1933 beordrade styrelsen att alla judiska medlemmar skulle uteslutas. 1934 entledigades samtliga DAB:s styrelseledamöter. Föreningen hette nu Reichsbund deutscher Akademikerinnen (RDA). 1935 tillhörde föreningen de som inkorporerades i Deutsches Frauenwerk. Medlemsantalet hade sjunkit till 400. Lüders behöll till en början sina positioner i IFUW och hoppades kunna påverka föreningen med internationell hjälp. Till slut fungerade det inte och 1936 upplöstes föreningen slutgiltigt. 
Den återuppstod 1949. 1949 återupprättades DAB på initiativ av Marie-Elisabeth Lüders och Agnes von Zahn-Harnack. Emmy Beckmann blev ordförande. 1959 publicerades den andra upplagan av bibliografin med titeln Die Frauenfrage in Deutschland, som täcker perioden 1931 till 1955. 1963 inrättade DAB särskilda rådgivningscentra för kvinnliga studenter vid några universitet. 1968 var han värd för konferensen för International Federation of University Women i Karlsruhe, följt av ett kollokvium av University Women of Europe i Ludwigshafen am Rhein 1978.